# 浅野長訓
浅野 長訓（あさの ながみち）は、江戸時代後期の大名。安芸国広島新田藩5代藩主、のち広島藩11代藩主。官位は従四位下・侍従、安芸守、左少将。浅野家26代当主。

## 略歴
浅野家分家・浅野長懋の5男として誕生した。幼名は千之助、為五郎。長訓は新田藩主時代および明治維新以降に名乗った諱であり、広島藩主時代は浅野 茂長（もちなが）を名乗った。号は節山。
文政4年（1824年）6月17日、広島新田藩主・浅野長容の婿養子として家督を継ぐ。従五位下・美作守に任官し、後に近江守に改める。安政5年（1858年）11月4日、広島藩主・浅野慶熾の死去に伴い、その跡を継ぐ（広島新田藩主は甥で養子の浅野長興（のちの長勲）が継いだ）。通称を安芸守に改める。翌年2月7日、従四位下・侍従に任官し、14代将軍徳川家茂の偏諱を与えられて茂長と改名する。万延元年（1860年）12月16日、左少将に任官した。
第9代藩主・浅野斉粛（なりたか）の時代から広島藩は財政難に見舞われていた。このため、長訓は野村帯刀・辻将曹の両名を家老（執政）として登用し、藩政改革を断行する。そして、政治刷新や有能な人材登用、洋式軍制の導入などで藩政を立て直している。慶応2年（1866年）、第二次長州征討が勃発した際は停戦を主張し、7月には岡山・徳島両藩主との連署により幕府・朝廷に征長の非と解兵を請願した。
明治元年（1868年）、明治新政府に恭順の意を示すため、徳川将軍からの偏諱を棄てて諱を長訓に戻し、翌明治2年（1869年）正月24日には、広島新田藩主の浅野長勲に今度は宗家の家督を譲って隠居した。明治4年（1871年）8月、長訓の東京移住に際し、それを阻止し引き留めようとする農民一揆「武一騒動」が起こっている。明治5年（1872年）7月26日、61歳で没した。墓所は広島県広島市の神田山墓地。

## 栄典
- 1902年（明治35年）7月24日 - 贈正三位[2]

## 系譜
- 父：浅野長懋
- 母：久松能桂の娘
- 養父：浅野長容（1770年 - 1824年）、浅野慶熾（1836年 - 1858年）
- 正室：峻 - 浅野長容の娘
- 養子
  - 男子：浅野長勲（1842年 - 1937年） - 甥。弟浅野懋昭（としてる）の長男
  - 男子：鴻雪年（ゆきとし、1861年 - 1936年） - 浅野懋昭の子、鴻雪爪の養子